# 高橋章良
高橋 章良（たかはし あきら）は、日本の演出家である。

## 人物
1989年、関西大学経済学部卒業後、株式会社東通企画入社。その後、株式会社エックスワン取締役を経て、2000年、有限会社チャプター設立。

## 主な作品
- ABCテレビ制作・テレビ朝日系列「ポツンと一軒家」（総合演出）
- ABCテレビ制作・テレビ朝日系列「人生で大事なことは○○から学んだ」（総合演出）
- ABCテレビ制作・テレビ朝日系列「大改造!!劇的ビフォーアフター」（総合演出）
- テレビ朝日系列「美味紳助」（総合演出）
- テレビ朝日系列「ココリコ黄金伝説。」（1ヶ月1万円生活 企画・演出）
- テレビ朝日系列「親孝行プロジェクト！人生で一番恥ずかしい休日」（総合演出）
- ABCテレビ制作・テレビ朝日系列「たけし・所のWA風が来た!」（ディレクター・プロデュース）←この番組のコーナーより「ビフォーアフター」の案を思いつく。
- 読売テレビ制作・日本テレビ系列ドラマ「ギンザの恋」（演出）
- 日本テレビ系列「ザ!情報ツウ」（シェフの友！ 演出・プロデュース）
- 読売テレビ制作・日本テレビ系列「新橋ミュージックホール」（演出）
- フジテレビ系列「ダイニングキッチン」（総合演出）
- フジテレビ系列「胸さわぎの土曜日」（監修）
- フジテレビ系列「サプライズ!」（演出）
- フジテレビ系列「バクマリヤ」（演出）
- フジテレビ系列「パパアミーゴ!」（総合演出）
- 毎日放送「テレビのツボ」

など。